# をちこちMagazine
をちこちMagazineは、独立行政法人国際交流基金が発行するウェブマガジンである。

## 概要
をちこちMagazineは、日本で唯一の国際文化交流専門誌として国際交流基金が発行してきた機関誌『国際交流』（1974～2004年）、『をちこち （遠近）』（2004～2009年）（*2009年12月号をもって休刊）を前身とし、国際文化交流に関する情報を発信するウェブサイトである。
『をちこち』の名称は、日本語・日本文化を海外に知らしめ、さらに諸外国との相互理解を深めたい、また、「国家と国家」だけでなく「人と人」を結ぶ文化の掛け 橋としての役割を果たしたいという想いを込め、場所と時を示す指示代名詞で、「あちらこちら・ここかしこ」「未来と現在」を意味するやまと言葉に由来している。
をちこちMagazineは、雑誌『をちこち（遠近）』のスピリットを受け継ぎ、毎月特集に基づいてインタビューや特別寄稿、様々な分野のプロフェッショナルによる連載記事が掲載されている。
また、これまで国際交流基金のウェブサイトに掲載されていた事業の報告や海外拠点で活動するスタッフの声、文化芸術や日本語教育に関する情報ウェブサイトの 記事など、国際交流基金が発信する多様な「読み物」を横断的にリンクする、「読み物のポータルサイト」としての役割も果たしている。

## 内容
2011年3月現在、各号とも概ね以下のコーナーによって構成されている。
Top Story特集。各界のトップランナーへのインタビューや国際的なプロジェクトの立役者たちの対談などを通じて、世界と日本をつなぐ人々の思いを紹介する。
特別寄稿トップストーリーを掘り下げる。国内外の知識人・研究者などが書き下ろす。
連載エッセイ旬な文化人が日々考えている事をつづる半年間の連載コラム。
リレーエッセイ海外の研究者による「NIPPON」の研究エッセイ。日本人にとっても自分たちを再発見する鏡になっている。世界は日本をどのように見つめ、そして理解しているのでしょうか？ 海外の研究者による「NIPPON」の研究は、海外における日本理解を深めるだけでなく、日本人にとっても、自分たちを再発見する鏡になります。
海外トピックス世界中から現地直輸入の文化交流コラム。